# جغد جیغ‌کش گرمسیری
جغد جیغ‌کش گرمسیری (نام علمی: Megascops choliba) یک گونه کوچک جغد از تیرهٔ جغدان راستین (Strigidae) است. این گونه در کاستاریکا، پاناما، ترینیداد و همهٔ کشورهای آمریکای جنوبی یافت می‌شود.
جغد جیغ‌کش گرمسیری «شایع‌ترین و گسترده‌ترین جغد جیغ‌کش نوگرمسیری» است. از جنوب کاستاریکا و پاناما و در سرتاسر آمریکای جنوبی (از جمله ترینیداد و توباگو) تقریباً به‌طور کامل در شرق رشته کوه آند یافت می‌شود، اما در جنوب دور نیست.